# The Good Doctor (serie televisiva)
The Good Doctor è una serie televisiva statunitense ideata da David Shore.
Si basa sulla serie TV sud-coreana Good Doctor.

## Trama
La serie segue le vicende di Shaun Murphy, un giovane medico specializzando in chirurgia, autistico e affetto dalla sindrome del savant, proveniente da una cittadina nel Wyoming, Casper, dove ha vissuto un'infanzia difficile. Sotto la guida del suo mentore, il dott. Aaron Glassman, deciderà così di trasferirsi e di unirsi al prestigioso dipartimento di chirurgia del San Jose St. Bonaventure Hospital, nella California del Nord, dove dimostrerà le sue abilità.

## Episodi
| Stagione         | Episodi | Prima TV USA | Prima TV Italia |
| ---------------- | ------- | ------------ | --------------- |
| Prima stagione   | 18      | 2017-2018    | 2018            |
| Seconda stagione | 18      | 2018-2019    | 2019            |
| Terza stagione   | 20      | 2019-2020    | 2020            |
| Quarta stagione  | 20      | 2020-2021    | 2021            |
| Quinta stagione  | 18      | 2021-2022    | 2022            |
| Sesta stagione   | 22      | 2022-2023    | 2023            |
| Settima stagione | 10      | 2024         | 2024            |

## Personaggi e interpreti

### Personaggi principali
- Shaun Murphy (stagioni 1-7), interpretato da Freddie Highmore, doppiato da Manuel Meli. 
Specializzato in chirurgia, è autistico e ha la sindrome del savant dalla nascita. Le sue abilità comprendono la memoria fotografica e la capacità di notare dettagli e cambiamenti anche minimi. Shaun ha passato la maggior parte della sua triste infanzia in compagnia del suo amato fratello Steve, con cui è scappato di casa per sfuggire al padre violento, fino ad essere accolto dal dottor Glassman, l'unico in grado di comprendere le sue grandi capacità. È particolarmente affezionato ad un bisturi giocattolo che gli ha regalato suo fratello. Inizierà nella terza stagione una relazione con Lea Dilallo, inizialmente sua vicina di casa e suo primo vero interesse amoroso, con cui si sposerà nella quinta stagione e da cui avrà un figlio, Stephen "Steve" Aaron, nella sesta. Alla fine della serie diventa primario di chirurgia al St.Bonaventure e lui e Lea avranno anche una figlia.
- Neil Melendez (stagioni 1-3, guest 4), interpretato da Nicholas Gonzalez, doppiato da Andrea Lavagnino. 
È un chirurgo cardiotoracico ed è a capo degli specializzandi in chirurgia; durante la prima stagione è fidanzato con Jessica Preston. Nella seconda stagione intraprende una relazione con la collega Audrey Lim, mentre nella terza si legherà alla specializzanda Claire Brown. Inizialmente è piuttosto ostile con Shaun, ma con il tempo imparerà a riconoscere le sue qualità e a rispettarlo come chirurgo. Muore alla fine della terza stagione per via delle ferite riportate in seguito ad un terremoto.
- Claire Browne (stagioni 1-4, guest 5, 7), interpretata da Antonia Thomas, doppiata da Eva Padoan. 
È una specializzanda in chirurgia del San Jose St. Bonaventure Hospital ed è una dei primi medici a legare con Shaun. Inizialmente aveva una relazione con lo specializzando Jared Kalu. Nella terza stagione perde la madre a causa di un incidente stradale e s'innamora del dottor Melendez. Alla fine della quarta stagione, alla conclusione della missione in Guatemala dell'equipe del St. Bonaventure, deciderà di rimanere a lavorare in Guatemala e uscendo quindi di scena. Tornerà come guest in due episodi della quinta stagione portando dal Guatemala un paziente ad operarsi al St. Bonaventure. Torna al St. Bonaventure negli ultimi episodi per subire un intervento che però porterà a gravi conseguenze e le costerà un braccio. Anche dopo questo continuerà comunque a lavorare come medico e si sposerà con Jared (avendo capito di amarlo davvero), avendo con lui una figlia.
- Jared Kalu (stagioni 1-2, 7, ricorrente 6), interpretato da Chuku Modu, doppiato da Marco Vivio. 
Specializzando in chirurgia, proveniente da una famiglia benestante ma con cui non ha un buon rapporto, ha avuto una storia con Claire. Viene licenziato perché ha aggredito un molestatore di Claire in ospedale, salvo poi essere riammesso al team di specializzandi. Nel primo episodio della seconda stagione si trasferisce a Denver. Ritorna nella sesta stagione, quando consiglia al suo assistito (il quinto uomo più ricco al mondo) di farsi curare al St.Bonaventure: in questa situazione coglie l'occasione di chiedere indietro il suo lavoro, ottenendo di nuovo un posto come specializzando di chirurgia del primo anno. In seguito al ritorno di Claire al St. Bonaventure i due capiscono di amarsi ancora e alla fine della serie si sposa con la collega e i due hanno una figlia.
- Jessica Preston (stagione 1, guest 4), interpretata da Beau Garrett, doppiata da Barbara De Bortoli. 
Avvocato interno all'ospedale e vicepresidente della gestione del rischio, è la nipote del fondatore dell'ospedale e amica del dottor Glassman. Ha avuto una relazione con il Dott. Melendez.
- Allegra Aoki (stagioni 1-2, guest 3), interpretata da Tamlyn Tomita, doppiata da Francesca Fiorentini. 
È vicepresidente della fondazione che gestisce i finanziamenti del San Jose St. Bonaventure Hospital.
- Marcus Andrews (stagioni 1-6), interpretato da Hill Harper, doppiato da Vittorio Guerrieri. 
È stato il primario di chirurgia ed è membro del consiglio di amministrazione del San Jose St. Bonaventure Hospital. Nella seconda stagione diventa il nuovo presidente dell’ospedale. Nella terza stagione tornerà ad essere un chirurgo strutturato avendo perso la carica di presidente dopo aver licenziato il primario di chirurgia Jackson Han per far riassumere Shaun dopo il suo licenziamento. Nella quinta stagione assumerà nuovamente la carica di Presidente del St. Bonaventure . Nella sesta stagione si lega sentimentalmente all'infermiera Villanueva. Durante la settima stagione non compare, ma viene detto che sta compiendo un viaggio intorno al mondo.
- Aaron Glassman (stagioni 1-7), interpretato da Richard Schiff, doppiato da Luca Biagini. 
È un neurochirurgo e presidente del San Jose St. Bonaventure Hospital, nonché mentore, e successivamente amico, di Shaun da quando questi ha 14 anni, con il quale svilupperà un rapporto padre-figlio. A causa di un tumore, nella seconda stagione cede il suo posto da presidente e inizia le cure che lo porteranno alla guarigione. Ha perso l'amata figlia Maddie a causa della droga. Nella sesta stagione, a causa di un ictus, non è più in grado di operare. Nell'ultima stagione torna a ricoprire il ruolo di presidente dell'ospedale, insieme alla dr.ssa Lim, ma nell'ultimo episodio si scopre che il tumore è tornato ed è incurabile, Shaun tenta in ogni modo di salvarlo, ma alla fine accetterà il destino del suo mentore. Glassman muore e Shaun apre una fondazione per la neurodiversità a suo nome.
- Morgan Reznick (stagioni 2-7, ricorrente 1), interpretata da Fiona Gubelmann, doppiata da Valentina Mari. 
Una nuova specializzanda che entra fin da subito in competizione con Claire. Ha un atteggiamento distaccato verso i colleghi, che vede più come degli avversari e questo la porta ad essere malvoluta dagli altri specializzandi, anche se con il tempo impareranno a conoscerla. Ha un passato da arciera semi-professionista ed è stata vittima di uno stupro durante gli studi di Medicina. Nella terza stagione, scopre di avere l'artrite reumatoide, una patologia che metterà purtroppo fine alla sua carriera chirurgica. Viene da una famiglia di artisti con la quale ha troncato ogni rapporto. Nella quarta stagione allaccerà una relazione con il collega Alex Park, inizialmente solo fisica che si trasformerà in sentimentale nel finale di stagione. Si lasceranno all'inizio della sesta stagione a causa dell'ambizione di Morgan che antepone alla loro storia. Nel corso della stagione rivela di voler un figlio: dopo aver provato (senza successo) ad averne uno tramite innesti di embrioni, alla fine sceglie di adottare una neonata, di nome Eiden, giunta in ospedale, affetta dalla sindrome di Turner. La bambina viene accudita da Morgan e Park, il quale ha dichiarato il suo amore per lei. Nel penultimo episodio lei e Park si sposano, diventando effettivamente i genitori della bambina.
- Alex Park (stagioni 2-7, ricorrente 1), interpretato da Will Yun Lee, doppiato da Roberto Certomà. 
È un ex-poliziotto che ha deciso di diventare medico. Le conoscenze acquisite grazie alla sua vecchia professione lo aiutano molto a notare particolari che può usare per interagire meglio con i pazienti, ma lo hanno anche reso piuttosto cinico e pessimista. È divorziato e ha un figlio adolescente, ma durante la seconda stagione si riavvicina a loro e rinizia a frequentare l'ex-moglie. Nella quarta stagione allaccerà una relazione con la collega Morgan Reznick, inizialmente solo fisica che si trasformerà in sentimentale nel finale di stagione. La lascerà a causa della sua eccessiva ambizione. Tuttavia, nel finale della sesta stagione, dichiara il suo amore per Morgan e sceglie di crescere insieme la bambina adottata da lei e si sposano nella settima.
- Audrey Lim (stagioni 2-7, ricorrente 1), interpretata da Christina Chang, doppiata da Roberta Paladini. 
Chirurgo traumatologico del San Jose St. Bonaventure Hospital. Inizialmente era in competizione con Neil Melendez per il posto da primario di chirurgia, successivamente i due intraprendono una relazione e Melendez decide di lasciare a lei il posto. Dopo la morte di Neil soffre molto per la sua perdita e, in seguito anche alla pandemia da COVID-19, mostrerà sintomi di Disturbo da stress post traumatico per cui entrerà in terapia. Alla fine della quarta stagione inizia una relazione con Mateo Osma, conosciuto durante una spedizione medica in Guatemala, che, però, verrà interrotta da Lim stessa all'inizio della quinta stagione, quando si renderà conto che l'uomo è troppo preso dalla sua vocazione medica, lanciandosi in una missione dietro l'altra, trascurando la partner. Nella sesta stagione rimane gravemente ferita mentre cerca di aiutare l'infermiera Villanueva e, nonostante Shaun le salvi la vita, rimane paralizzata, ma per fortuna riuscirà a tornare a camminare qualche mese dopo. Nell'ultima stagione è co-direttrice, insieme al dr. Glassman, del Bonaventure, ma alla fine accetta un nuovo lavoro come primario di chirurgia in un altro ospedale, preferendo i pazienti alle pratiche.
- Lea Dilallo (stagioni 2-7, ricorrente 1), interpretata da Paige Spara, doppiata da Giulia Franceschetti. 
Vicina di casa di Shaun e suo iniziale interesse amoroso; tra alti e bassi stringe poi un forte legame di amicizia con lo specializzando e ne diventa anche coinquilina, fino a quando se ne va per non rovinare la sua relazione con Carly. Lavorerà come responsabile informatico del St. Bonaventure. Successivamente si riavvicinerà a Shaun andandoci a convivere per poi intraprendere una relazione ed arrivare al matrimonio alla fine della quinta stagione e alla maternità nella sesta stagione. Alla fine della serie lei e Shaun avranno anche una figlia.
- Carly Lever (stagione 3, ricorrente 1-2), interpretata da Jasika Nicole Pruitt, doppiata da Ughetta d'Onorascenzo. 
È la primaria di patologia dell'ospedale St. Bonaventure, che nella seconda stagione diventa una collega di Shaun, mandato a lavorare nel suo reparto. Il Dott. Murphy è attratto da lei e a fine stagione le chiede di uscire. I due si lasceranno una volta resisi entrambi conto che Shaun ama Lea.
- Jordan Allen (stagioni 5-7, ricorrente 4), interpretata da Bria Samoné Henderson, doppiata da Gemma Donati. 
Nuova specializzanda del St. Bonaventure. Ha un carattere forte ed è una delle specializzande più preparate. Svilupperà un rapporto quasi fraterno con il collega Asher e diventerà molto amica di Lea. Prova dei sentimenti per il collega Danny che però si blocca dall'iniziare un relazione con lei per via della sua tossicodipendenza. Alla fine della serie lei e Danny tornano a frequentarsi.
- Asher Wolke (stagioni 5-7, ricorrente 4), interpretato da Noah Galvin, doppiato da Alessandro Campaiola. 
Nuovo specializzando del St. Bonaventure. Proviene da una famiglia di ebrei ortodossi, mentre lui è ateo. Proprio per questo, la sua famiglia tronca i rapporti con lui, ad eccezione di sua sorella. Inoltre è un ragazzo un po' timido ma molto preparato. È gay, svilupperà un rapporto quasi fraterno con Jordan e anche una relazione con l'infermiere Jerome. Muore nella settima stagione a causa di un'aggressione da parte di due malviventi in un crimine d'odio, proprio poco dopo aver deciso di riconvertirsi all'ebraismo in seguito all'incontro con un rabbino che gli ha fatto capire che l'essere omosessuale non gli impediva di poter essere anche ebreo.
- Mateo Rendón Osma (stagione 5, guest 4), interpretato da Osvaldo Benavides, doppiato da Simone D'Andrea. 
Un chirurgo sudamericano che la squadra incontra in Guatemala. Inizia una relazione con Lim durante il tempo passato nel paese centroamericano e decide di seguire la donna negli Stati Uniti. Verrà assunto al St. Bonaventure, ma decide di continuare le sue missioni umanitarie, cosa che incrinerà il suo rapporto con la partner, che verso l'inizio della quinta stagione troncherà la relazione.
- Danny Perez (stagione 6, guest 7), interpretato da Brandon Larracuente, doppiato da Alex Polidori. 
Uno dei nuovi specializzandi della sesta stagione, che ha un interesse per Jordan. Tuttavia, viene rivelato che è un ex tossicodipendente e ciò lo porta a non intraprendere una relazione con lei o con chiunque altro, temendo di non riuscire a dare priorità alla sua sobrietà. Alla fine della stagione, Danny riporta gravi ferite dopo essere stato investito da un'auto e Jordan è costretta a dargli del fentanyl per salvargli la vita. Per evitare una ricaduta, Danny ritorna in Texas per riprendersi con l'aiuto della sua famiglia. Nell'ultimo episodio della serie si capisce che lui e Jordan sono tornati a frequentarsi.

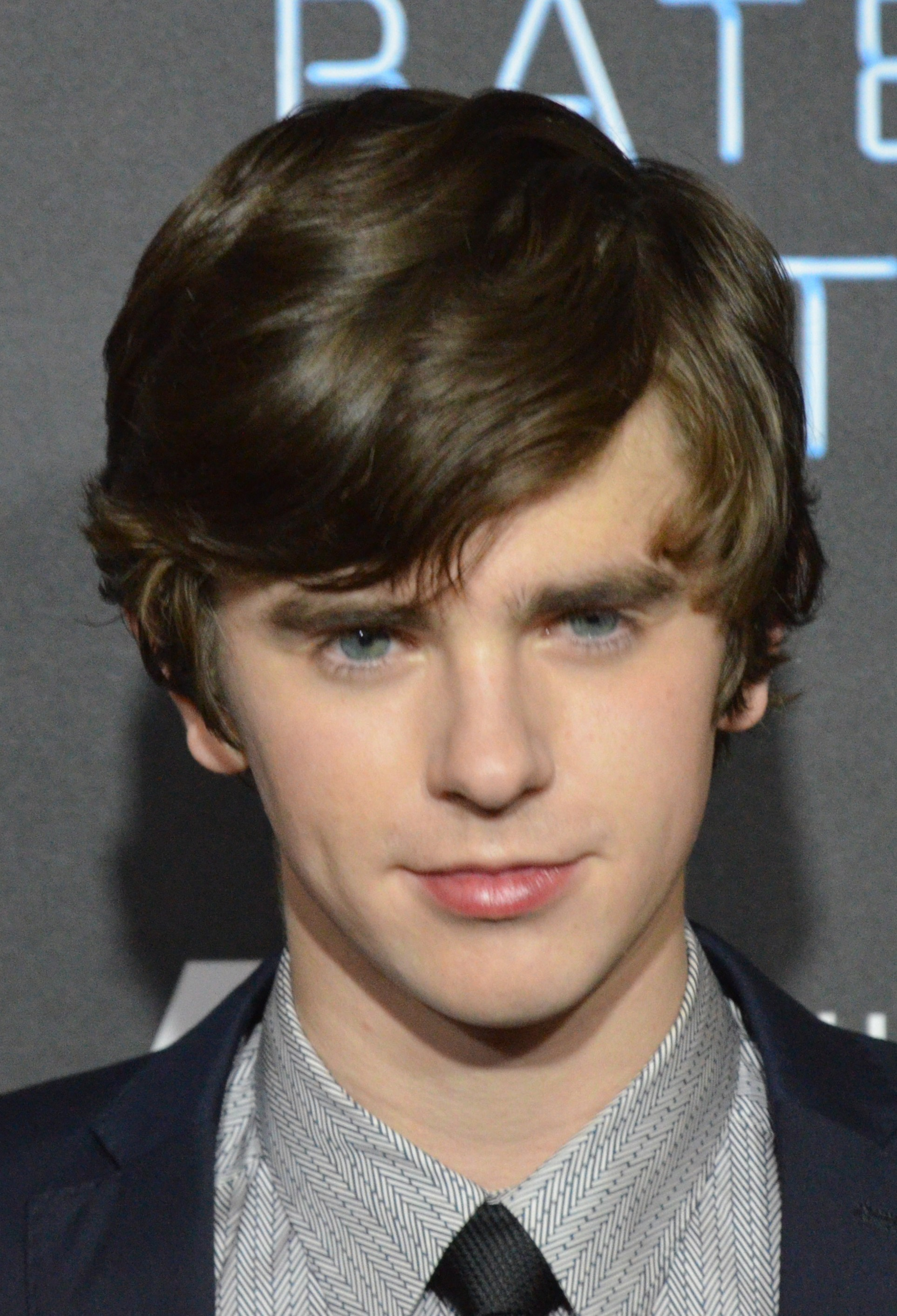
Freddie Highmore.
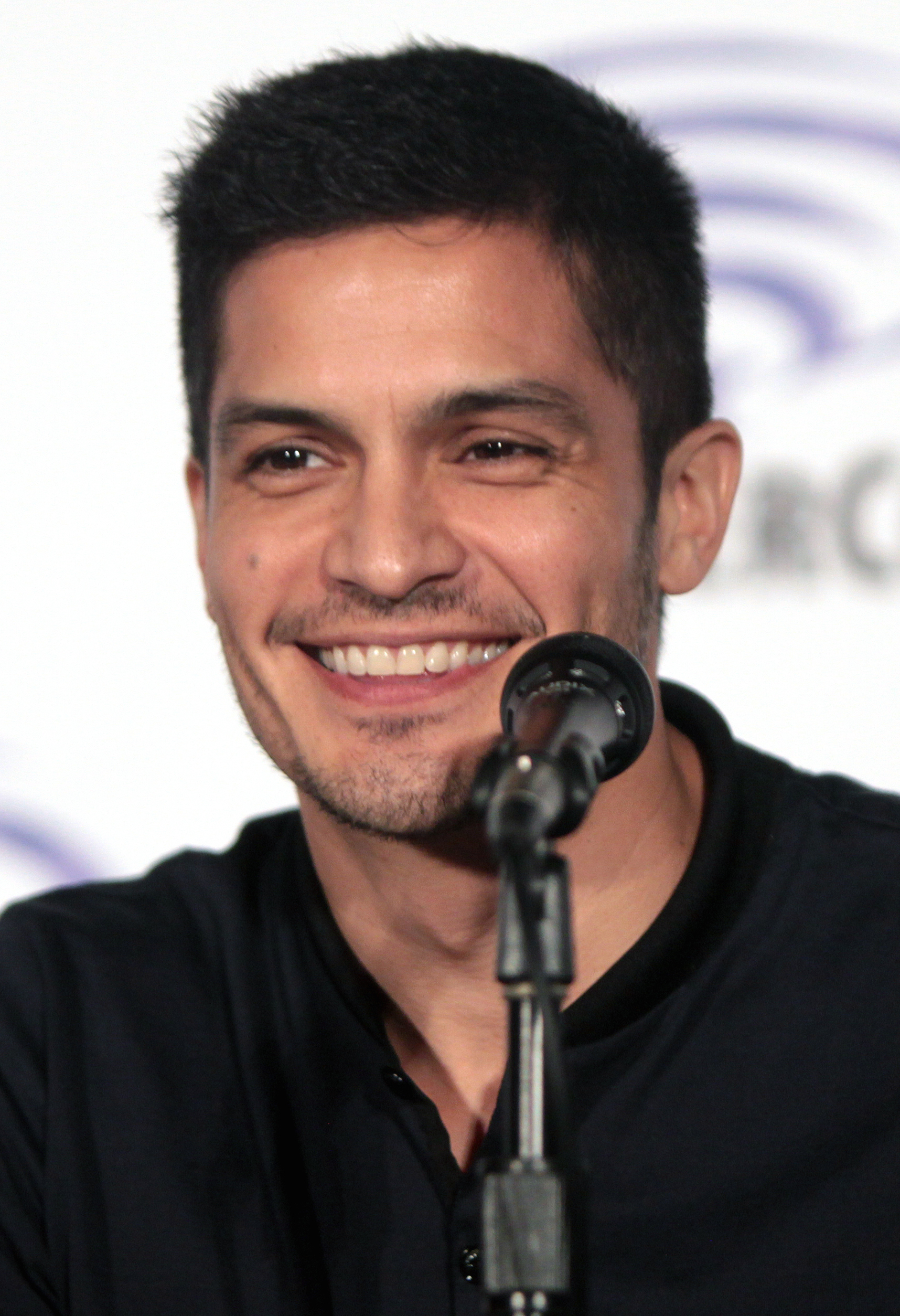
Nicholas Gonzalez.
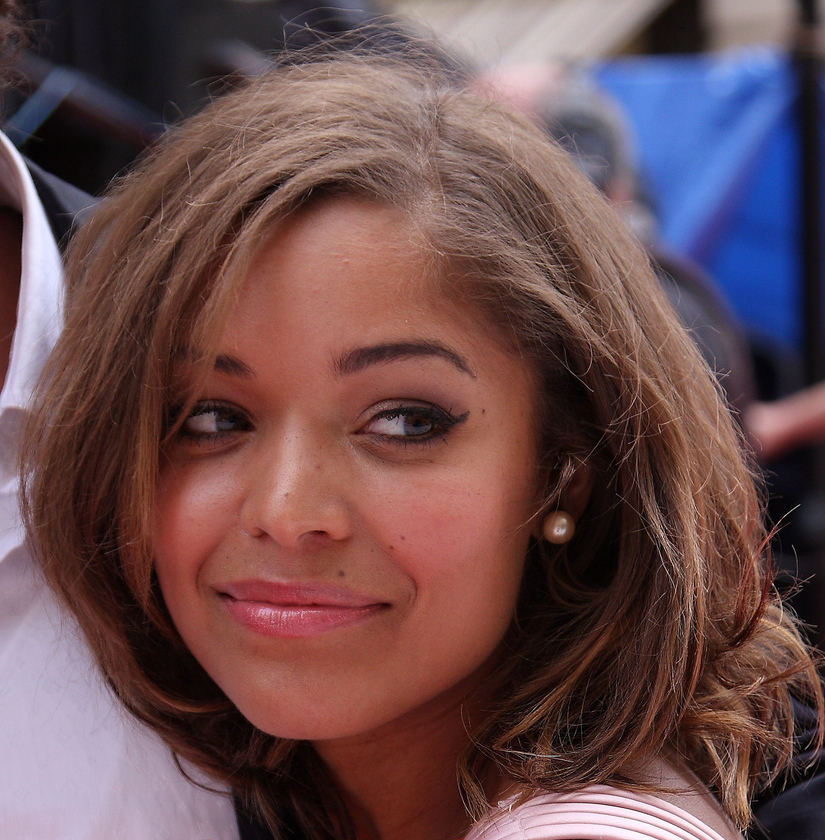
Antonia Thomas.
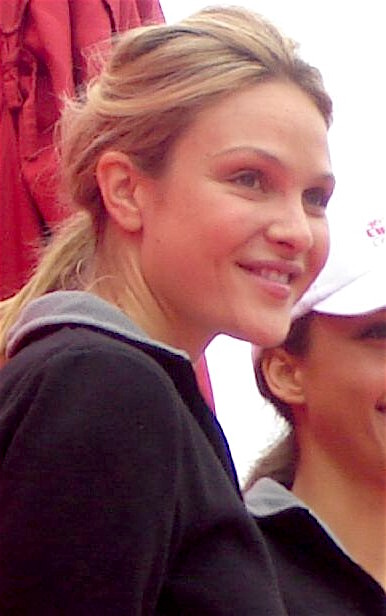
Beau Garrett.
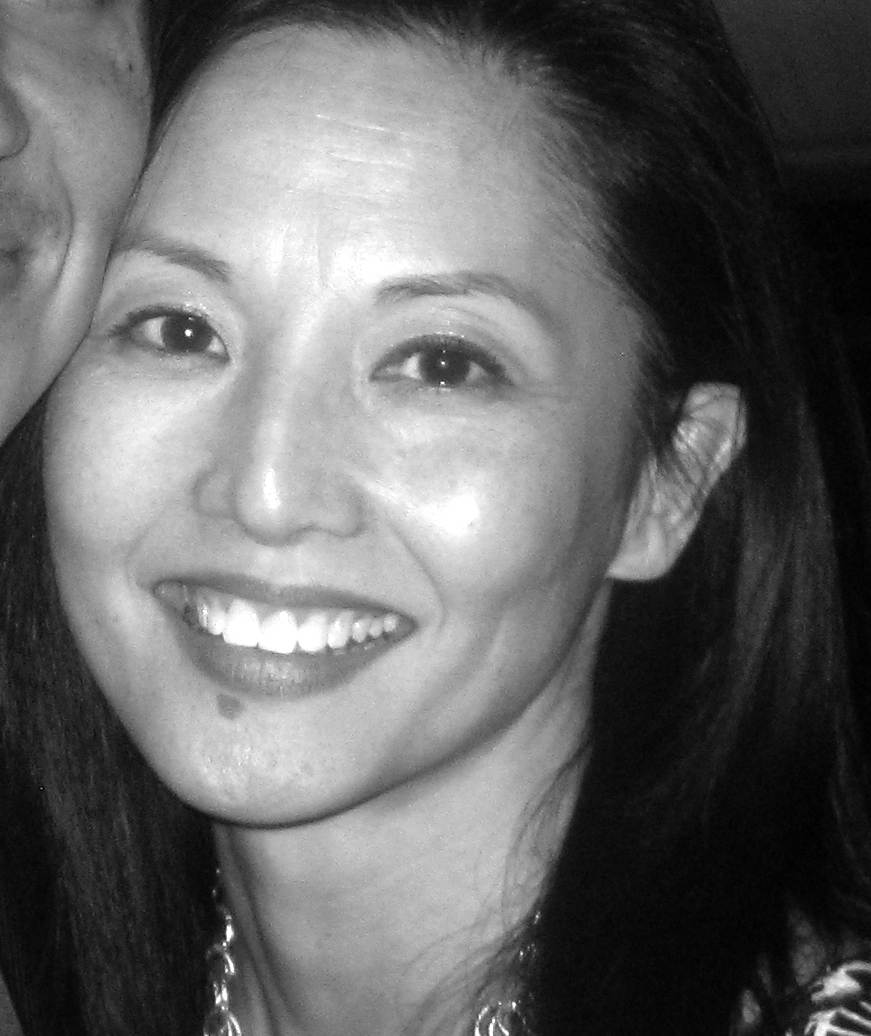
Tamlyn Tomita.
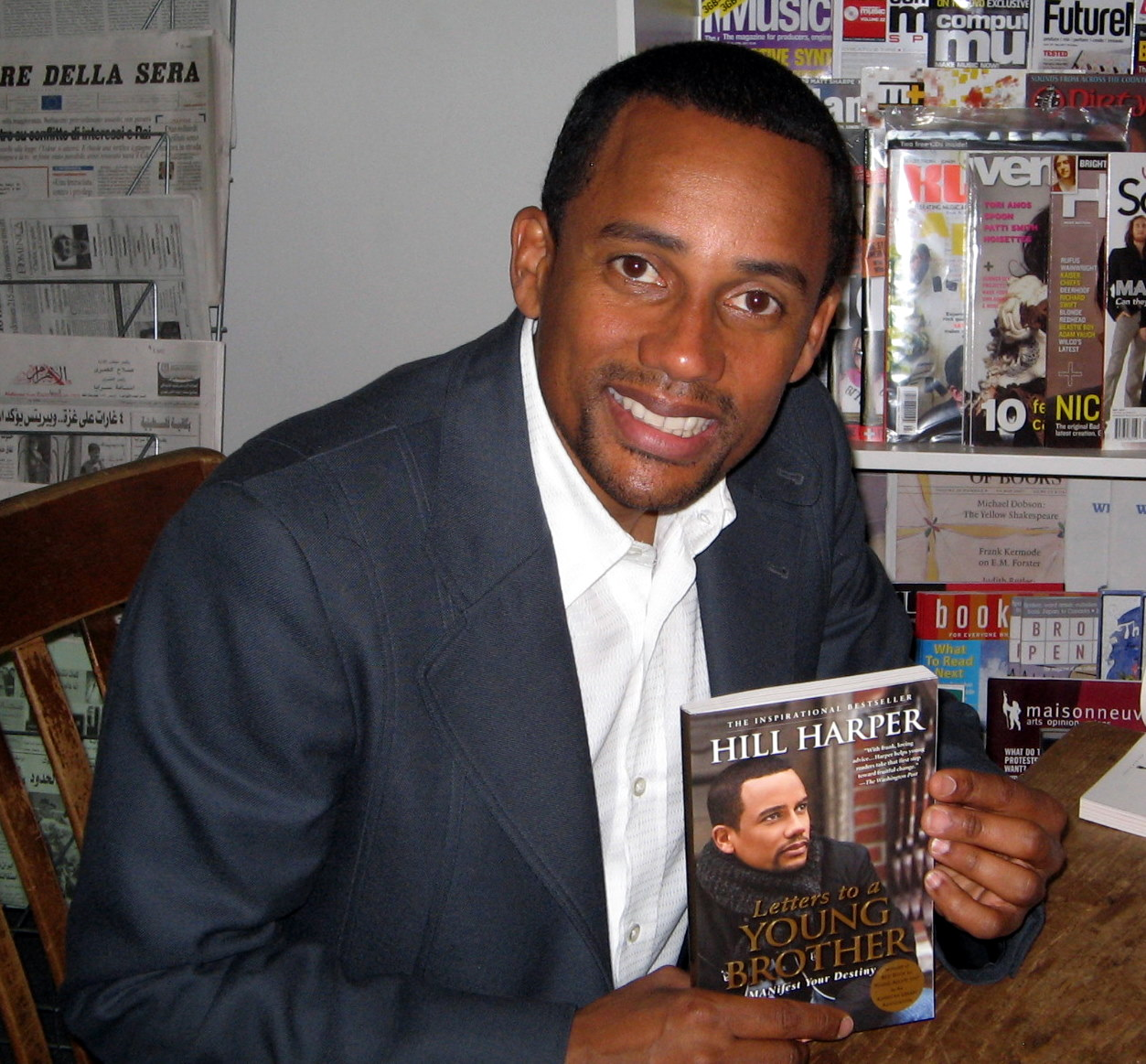
Hill Harper.
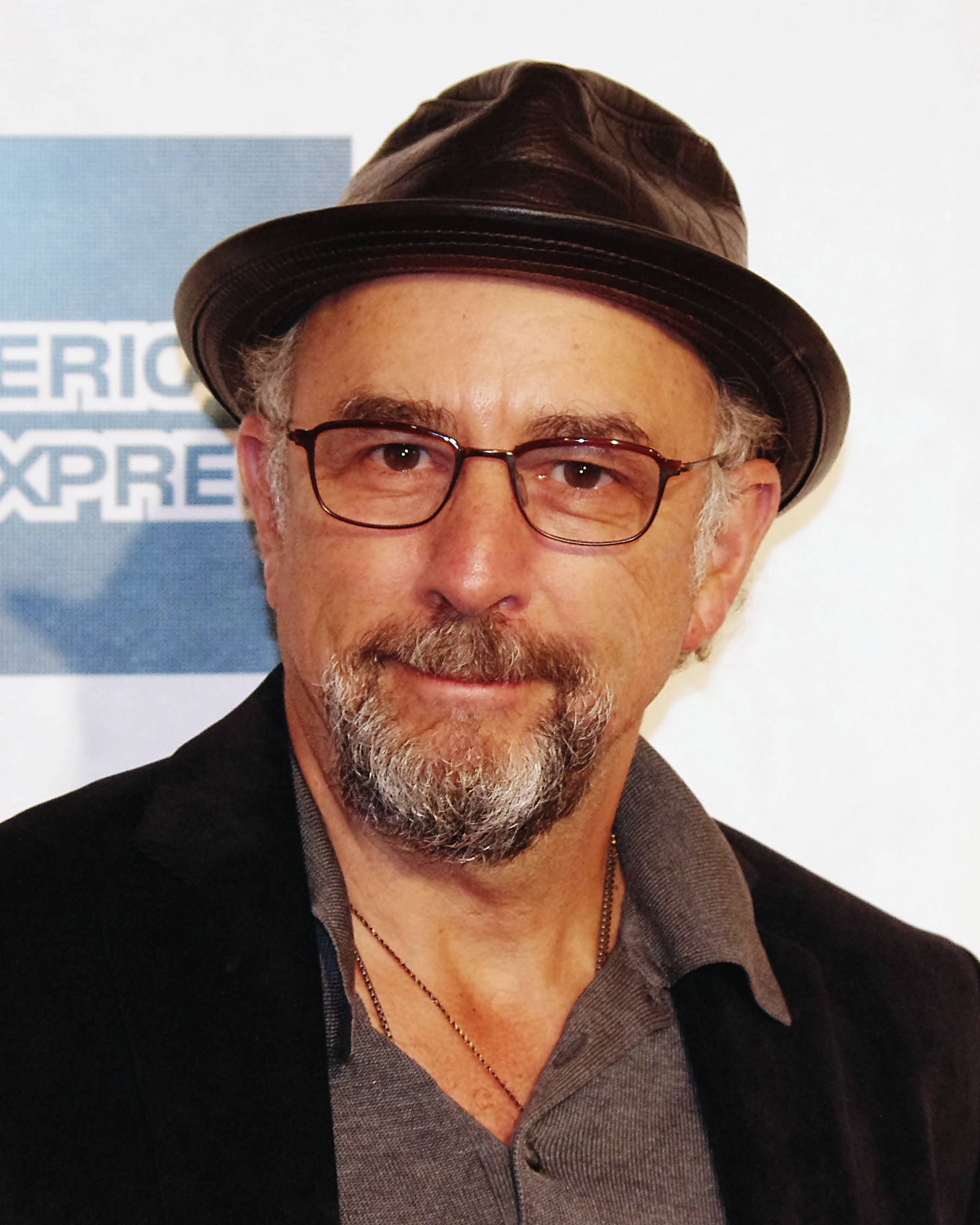
Richard Schiff.
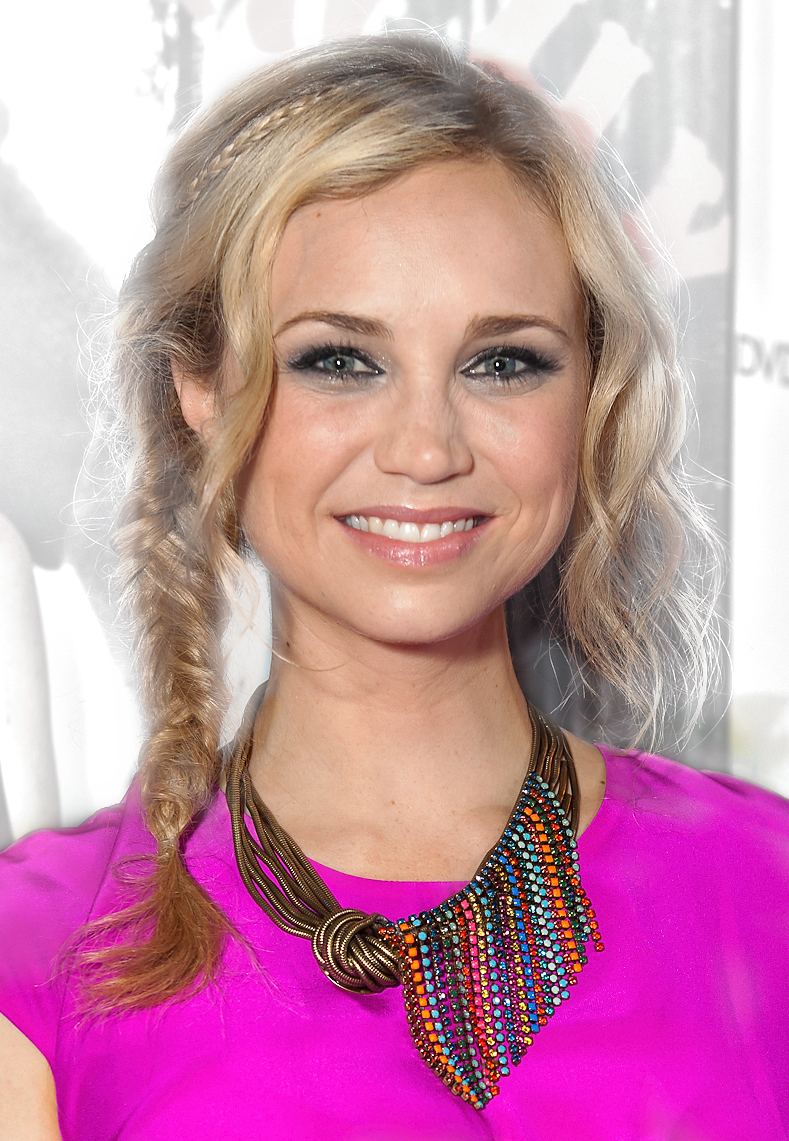
Fiona Gubelmann.
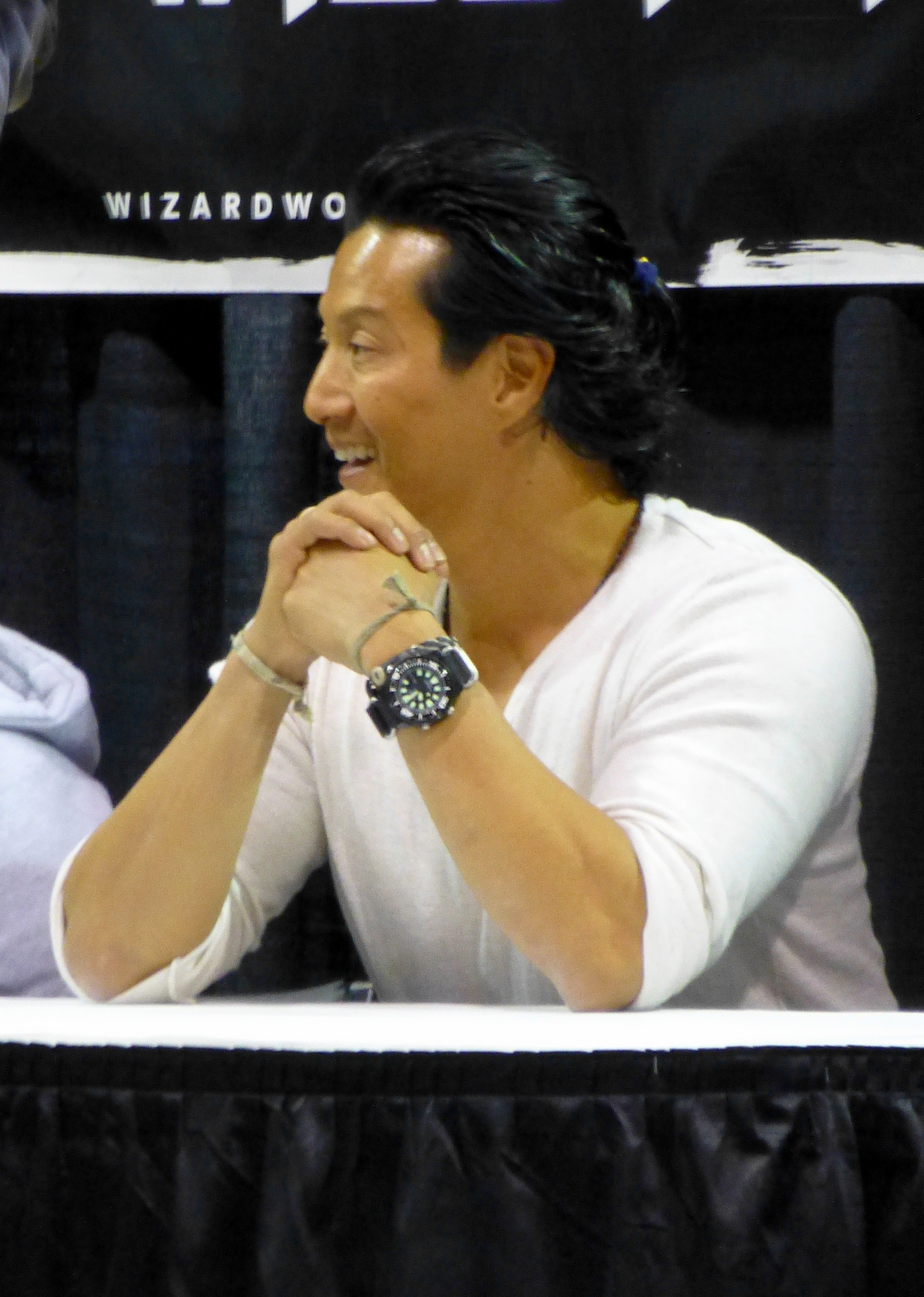
Will Yun Lee.
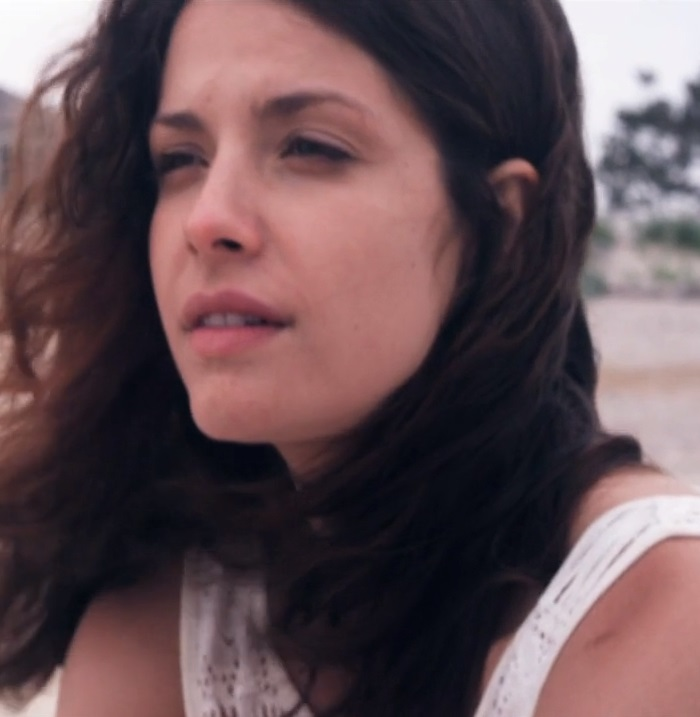
Paige Spara
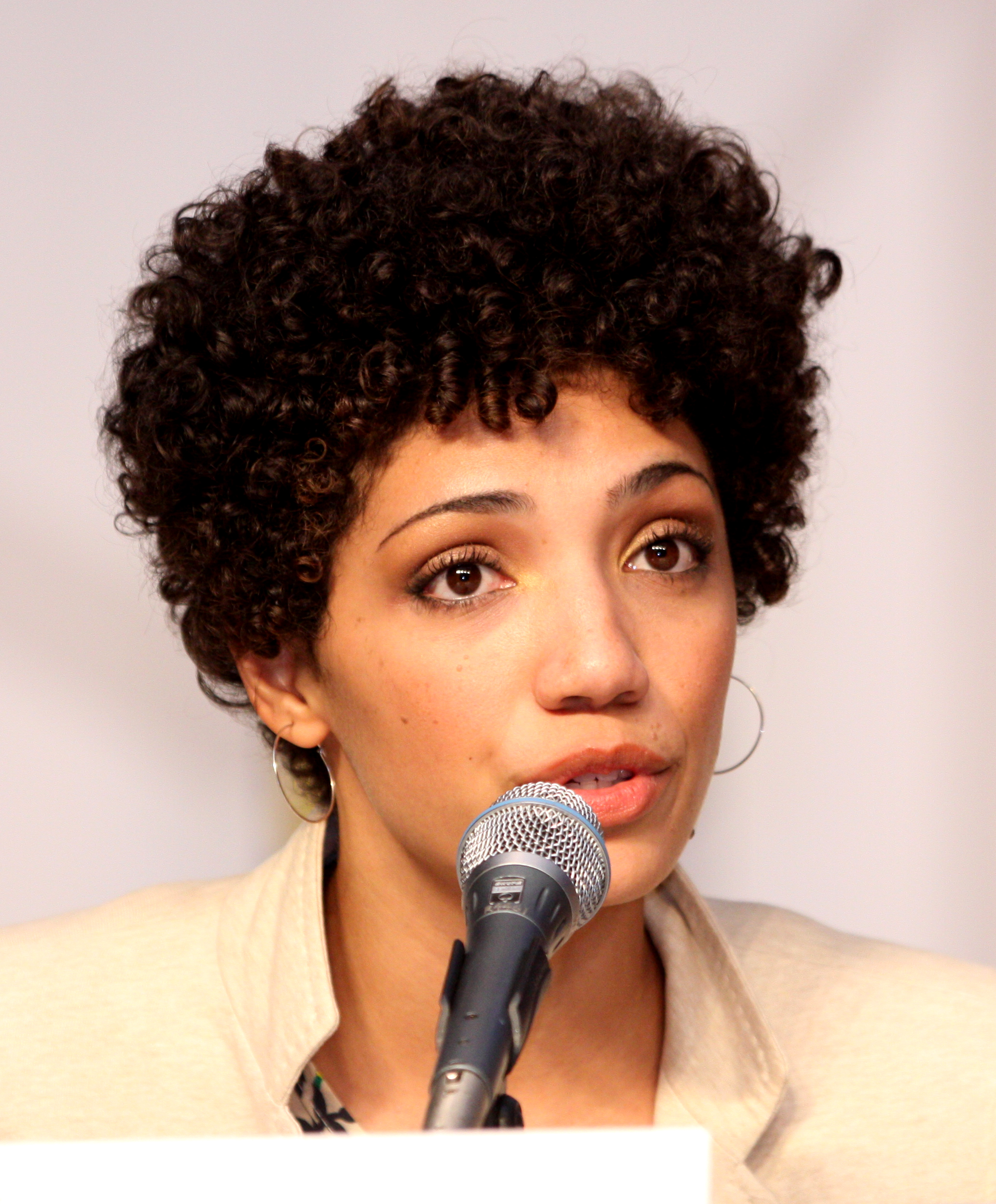
Jasika Nicole.

### Personaggi secondari
- Steven Murphy (stagioni 1, 3, 6-7), interpretato da Dylan Kingwell (stagioni 1, 3, 6) e da Miles Marthaller (stagione 7), doppiato da Giulio Bartolomei.[5] 
Fratello minore di Shaun, morto da bambino a seguito di una caduta, dopo che i due erano scappati di casa a causa del padre violento. Fu proprio la morte di Steve a convincere Shaun ad intraprendere gli studi di medicina.
- Dalisay Villanueva (stagioni 1-7), interpretata da Elfina Luk. 
Infermiera del St. Bonaventure. Nella quinta stagione viene rivelato che è vittima di violenza domestica da parte del suo compagno Owen. Alla fine della stagione, viene pugnalata da quest'ultimo, ma Andrews e Glassman riescono a salvarle la vita. Riesce a riprendersi e a tornare al lavoro tre mesi dopo l'accaduto. Nella sesta stagione, lei e Andrews iniziano una relazione romantica.
- Kenny (stagione 1), interpretato da Chris D'Elia, doppiato da Stefano Crescentini. 
Il nuovo vicino di Shaun, che va ad abitare nell'appartamento di Lea quando lei si trasferisce in Pennsylvania.
- Debbie Wexler (stagioni 1-4), interpretata da Sheila Kelley, doppiata da Laura Boccanera. 
Lavora come barista del bar dell'ospedale St. Bonaventure, dove conosce il Dott. Glassman; tra i due nasce una relazione che, dapprima interrotta a causa della malattia di lui, si trasforma poi in un fidanzamento ufficiale che diverrà poi matrimonio. Nella quarta stagione, i due litigheranno spesso e finiranno per divorziare. Nella vita reale Sheila Kelley è sposata con Richard Schiff, l'attore che interpreta il Dott. Glassman.
- Marina Blaize (stagione 2), interpretata da Lisa Edelstein. 
Esperta oncologa, si occupa di seguire il caso del Dott. Glassman.
- Jackson Han (stagione 2), interpretato da Daniel Dae Kim, doppiato da Francesco Bulckaen. 
Durante la seconda stagione arriva all'ospedale San Jose St. Bonaventure per ricoprire l'incarico di Primario di Chirurgia, ma la sua presenza crea scompiglio e tensione soprattutto a causa dei suoi comportamenti prevaricanti verso Shaun. A fine stagione viene quindi licenziato dal suo incarico dallo stesso presidente dell'ospedale, Marcus Andrews.
- Kellan Park (stagioni 2-4), interpretato da Ricky He. 
Figlio del Dr. Park avuto dalla sua ex-moglie.
- Enrique Guerin (stagione 4), interpretato da Brian Marc, doppiato da Luca Mannocci.
Nuovo specializzando del St. Bonaventure. Ama fare surf ed è un ragazzo solare.
- Olivia Jackson (stagione 4), interpretata da Summer Brown, doppiata da Valentina Favazza. 
Nuova specializzanda del St. Bonaventure. Ha una grande preparazione in medicina e in chirurgia, ma spesso è insicura, soprattutto a causa della pressione della sua famiglia. Si scopre essere la nipote del dottor Marcus Andrews. Alla fine si fa coraggio e si licenzia per poter scoprire per conto suo quale sia la sua strada.
- Salen Morrison (stagione 5), interpretata da Rachel Bay Jones. 
Imprenditrice che compra il St. Bonaventure all'inizio della quinta stagione. Ha sempre un atteggiamento rilassato e sembra gentile e altruista, ma in realtà è ipocrita, manipolatrice, pensa solo al benessere economico dell'ospedale e dà importanza ai pazienti assicurati, per questo è mal sopportata da tutti i medici, esclusa Morgan, intreccia una relazione con Marcus Andrews. In verità Salen non ha ancora acquisito ufficialmente l'ospedale e quindi viene estromessa.
- Jerome Martel (stagioni 5-7), interpretato da Giacomo Baessato. 
Un infermiere che inizia una relazione con Asher. Da anni è positivo all'HIV.
- Danica Powell (stagione 6), interpretata da Savannah Welch. 
Una dei nuovi specializzandi della sesta stagione. Era luogotenente della marina militare statunitense ed ha perso la sua gamba destra a seguito ad un incidente su una portaerei. Viene licenziata dopo aver eseguito un intervento non autorizzato per salvare il suo amico in libertà vigilata Vince.
- Charlotte "Charlie" Lukaitis (stagione 7), interpretata da Kayla Cromer. 
Una studentessa di medicina che frequenterà, insieme al collega Dominick "Dom" Hubank, un tirocinio nel reparto di chirurgia del St. Bonaventure. È come Shaun affetta da un disturbo dello spettro autistico e considera il ragazzo il suo idolo, che l'ha spinta a voler diventare un chirurgo come lui. Nonostante questo, inizialmente entrerà in contrasto con Shaun, che giudica la ragazza non adatta a fare il chirurgo, ma poi i due inizieranno a lavorare bene insieme. Alla fine della serie la ragazza è diventata uno degli strutturati dell'ospedale.
- Dominick "Dom" Hubank (stagione 7), interpretato da Wavyy Jonez. 
Uno studente di medicina che frequenterà insieme alla collega Charlotte "Charlie" Lukaitis, un tirocinio nel reparto di chirurgia del St. Bonaventure. È emofobico, ma durante il tirocinio riuscirà a superare tale paura, aiutato anche dai medici dell'ospedale e da Charlie. Alla fine della serie ha aperto una sua clinica medica.

## Produzione
Nel maggio del 2014 CBS Television Studios decise di sviluppare un remake della serie televisiva coreana Good Doctor, con Daniel Dae Kim come produttore. Successivamente CBS decise di rinunciare al progetto, che passò a Sony Pictures Television. A gennaio del 2017 ABC ordinò l'episodio pilota, mentre l'11 maggio diede il via alla produzione per una prima stagione da trasmettere nel 2017-2018. Il 3 ottobre 2017 ABC ordinò altri 5 episodi portando il numero della prima stagione da 13 a 18 episodi.
Il 7 marzo 2018 la serie è stata rinnovata per una seconda stagione. Il 5 febbraio 2019, venne rinnovata per una terza stagione e il 10 Febbraio 2020 dopo la messa in onda del 50º episodio della serie tv, la ABC ha confermato il rinnovo per una quarta stagione.
Il 3 maggio 2021 ABC annuncia il rinnovo per la quinta stagione. La sesta stagione viene rinnovata il 30 marzo 2022, mentre il 19 aprile 2023 viene confermata la settima stagione. L'11 gennaio 2024, settimane prima della messa in onda, viene annunciata che la settima stagione sarà l'ultima della serie.

### Casting
Il 17 febbraio 2017 Antonia Thomas venne scelta per interpretare Claire Browne, una settimana dopo entrano nel cast anche Freddie Highmore e Nicholas Gonzalez, nei ruoli di Shaun Murphy e Neil Melendez. Il mese successivo vengono scelti Chuku Modu, Hill Harper, Richard Schiff e Beau Garrett per interpretare rispettivamente Jared Kalu, Marcus Andrews, Aaron Glassman e Jessica Preston. Nel settembre 2017 Tamlyn Tomita viene promossa nel cast principale.

### Riprese

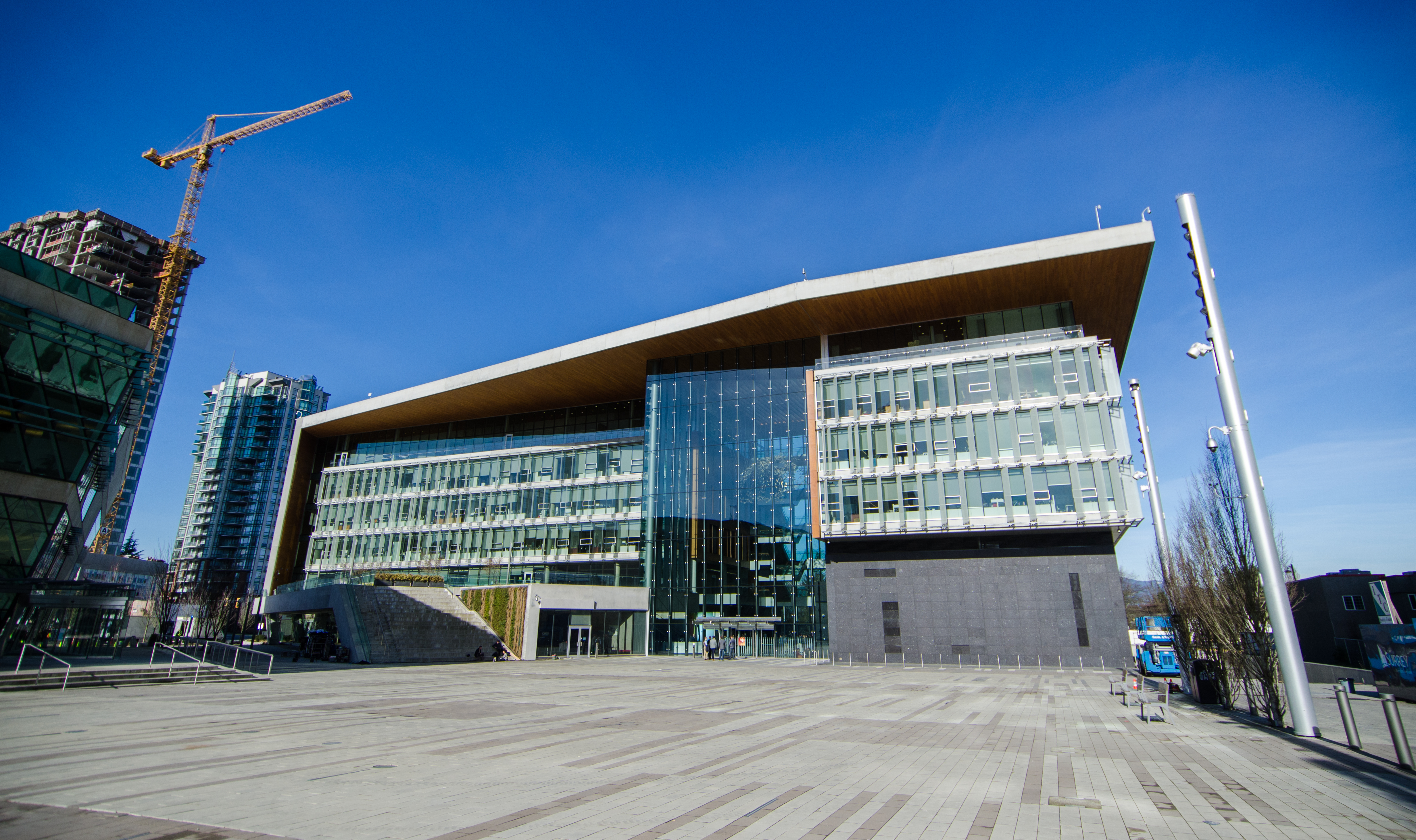
Il municipio di Surrey, usato per rappresentare il San Jose St. Bonaventure Hospital.

Le riprese dell'episodio pilota si sono tenute a Vancouver dal 21 marzo al 6 aprile 2017, mentre quelle per gli altri episodi sono cominciate il 26 luglio 2017 e finite il 1º marzo 2018. Le riprese per la seconda stagione si sono svolte dal 27 giugno 2018 al 12 febbraio 2019; mentre l'inizio di quelle per la terza stagione è stato il 19 giugno 2019.
Sebbene The Good Doctor sia ambientato a San Jose, in California, la vera San Jose è vista raramente. In una di quelle scene, un elicottero apparentemente diretto a San Francisco è chiaramente diretto nella direzione sbagliata.

## Promozione
Il trailer ufficiale della serie è stato pubblicato il 16 maggio 2017 dal canale YouTube della ABC.

## Distribuzione
La serie va in onda sulla ABC dal 25 settembre 2017.
In Italia, la prima stagione è stata trasmessa direttamente in chiaro, su Rai 1, dal 17 luglio 2018. A partire dalla seconda stagione, trasmessa da febbraio a marzo 2019, la serie si è spostata su Rai 2, rimanendovi anche per le successive stagioni. La terza stagione viene trasmessa dal 14 febbraio al 16 settembre 2020, la quarta dall'8 gennaio al 10 dicembre 2021, la quinta dal 7 gennaio al 15 giugno 2022, la sesta dal 21 aprile al 14 giugno 2023, mentre la settima dall'11 settembre al 16 ottobre 2024.

## Accoglienza

### Ascolti
Il primo episodio della serie è stato visto da 11.22 milioni di telespettatori con uno share di 2,2/9 nella fascia di età compresa tra 18 e 49 anni, diventando il debutto di una serie drammatica del lunedì più visto sulla ABC in 21 anni, da Dangerous Minds nel settembre 1996 e il dramma del lunedì con il punteggio più alto nella fascia demografica 18-49 in 8,5 anni, da Castle nel marzo 2009.
In Italia il debutto della serie ha ottenuto 5.2 milioni di telespettatori (e il 27,8% di share), il miglior risultato per una serie tv sulla generalista dal 2013 ad oggi.

### Critica
Su Rotten Tomatoes la prima stagione della serie ha un indice di gradimento del 63% con un voto medio di 5.65 su 10, basato su 43 recensioni, mentre su Metacritic ha un punteggio di 53 su 100, basato su 15 recensioni.
Esprimendo la prima impressione del pilot della serie per TVLine, Matt Webb Mitovich ha dichiarato che «The Good Doctor vanta un grande DNA… [e] ha il potenziale per essere un dramma ospedaliero stimolante» già sulla base del solo episodio pilota. Ha apprezzato la «calda dinamica» di Schiff e Highmore, mentre descrive il personaggio interpretato dalla Thomas come «la nostra via di accesso emotiva» nel «mondo separato e distante di Shaun». Ha osservato che «ci mette un po' ad acquisire slancio», ma ha concluso che «la scena finale è davvero una bomba, visto che il dottor Murphy ha involontariamente messo in allerta un collega».
Il critico televisivo del New York Times, James Poniewozik, nota nella sua rubrica Critic's Notebook che la serie è perlopiù un «melodramma ospedaliero con scienza medica di grande effetto, un pizzico di romanticismo tra il personale e spudorato sentimentalismo». Parlando dei personaggi principali del Dr. Aaron Glassman (Richard Schiff) e del Dr. Shaun Murphy (Freddie Highmore), tuttavia, Poniewozik scrive che «Richard Schiff è convincente nel ruolo e Freddie Highmore colpisce nel suo».

## Riconoscimenti
- Golden Globe
  - 2018 – Candidatura per il miglior attore in una serie drammatica a Freddie Highmore[48]
- Humanitas Prize
  - 2018 – Candidatura per il 60-Minute Category a David Shore[49]